# Filip Chytil
Filip Chytil, född 5 september 1999, är en tjeckisk professionell ishockeyforward som spelar för New York Rangers i National Hockey League (NHL). Han har tidigare spelat på lägre nivå för PSG Zlín i Extraliga.
Chytil draftades i första rundan i 2017 års draft av New York Rangers som 21:a spelare totalt.

## Statistik
| 2016–2017  | PSG Zlín         | Extraliga  | 38 | 4 | 4 | 8 | 16 | 2 | 1 | 1 | 2 | 0 |
| 2017–2018  | New York Rangers | NHL        | 1  | 0 | 0 | 0 | 2  | — | — | — | — | — |
| NHL totalt | NHL totalt       | NHL totalt | 1  | 0 | 0 | 0 | 2  | — | — | — | — | — |

### Internationellt
| Källa: Uppdaterad: 2017-10-06 | Källa: Uppdaterad: 2017-10-06 | Källa: Uppdaterad: 2017-10-06 |         | Utv = Utvisningsminuter | Utv = Utvisningsminuter | Utv = Utvisningsminuter | Utv = Utvisningsminuter | Utv = Utvisningsminuter |
| År                            | Lag                           | Mästerskap                    | Matcher | Mål                     | Assists                 | Poäng                   | Utv                     |                         |
| ----------------------------- | ----------------------------- | ----------------------------- | ------- | ----------------------- | ----------------------- | ----------------------- | ----------------------- | ----------------------- |
| 2016                          | Tjeckien                      | Ivan Hlinkas minnesturnering  | 4       | 2                       | 1                       | 3                       | 0                       |                         |
| 2017                          | Tjeckien                      | U18-VM                        | 5       | 2                       | 3                       | 5                       | 2                       |                         |
| Junior totalt                 | Junior totalt                 | Junior totalt                 | 9       | 4                       | 4                       | 8                       | 2                       |                         |